# Szállás-hegy
A Szállás-hegy (Szálláser Berg) 322 méter magas hegy Budaörs közigazgatási területén, a Csíki-hegyekhez kapcsolódó Budaörsi-kopárok tagja.

## Leírása
A hegy tömegének nagy részét középső triász korú dolomitkő alkotja, a hegy északkeleti oldalában egykor murvabánya működött.
A Szállás-hegy mellett a Farkas-hegy és a Szekrényes-hegy is fokozottan védett természeti terület, ami azt jelenti, hogy csak a kijelölt turistaútvonalakon és tanösvényeken engedélyezett a közlekedés a gyalogosok és a kerékpárosok számára, ennek megszegése szabálysértésnek számít és pénzbírsággal sújtható. Jelen esetben a fokozott védelmi státuszt a területen található, Magyarországon rendkívül ritkává vált szubpannon sztyeppek és pannon sziklagyepek védelméért állapították meg.

## Flórája
Növényvilágában előfordulnak Magyarországon fokozottan védett és védett növényfajok: a magyar méreggyilok (Vincetoxicum pannonicum), a magyar gurgolya (Seseli leucospermum), a Szent István-szegfű (Dianthus plumarius subsp. regis-stephani) és a leánykökörcsin (Pulsatilla grandis).

## Faunája
Állatvilágában Magyarországon védett fajok is találhatók: az eurázsiai rétisáska (Stenobothrus eurasius) és a füstös ősziaraszoló (Lignyoptera fumidaria).